# 吉达
吉達（羅馬化：Jidda, 漢志阿拉伯語發音：[ˈdʒɪd.da]），沙烏地阿拉伯麥加省一个港口城市，位於紅海東岸，麥加以西64公里，吉達都市区面积1200km²，吉達市面积约560km²，人口超過3,400,000，是仅次于首都利雅得的第二大城市，沙烏地阿拉伯经济中心，也是中东和西亚地区最富有的城市。
吉達是伊斯兰信徒前往圣城麥加朝圣的主要入口。在1967年建立大學。吉達拥有世界最高喷泉。

## 語源學與拼寫
關於吉達的名稱至少有兩種說法，最常見的說法是來自於 جدة （Jaddah，阿拉伯語“祖母”之意），因為根據當地傳說，夏娃之墓（21°29′31″N 39°11′24″E / 21.49194°N 39.19000°E）就在這裡。
伊本·白圖泰在其世界旅行中曾到達吉達，在其日記中他將地名寫作“Juddah”。
外交及國協事務部和其他英國機構曾使用“Jedda”作為其名稱，這點不同於其他英語國家，2007年改為“Jeddah”。
托馬斯·愛德華·勞倫斯認為吉達所有的英文譯名都不對，在他的著作《沙漠革命記》的第一頁他就採用了三種不同的拼寫方法。

## 历史
超過2500年以前，吉达起初是一個漁村。在公元647年，奧斯曼·伊本·阿凡（伊斯蘭教歷史上的的第三任哈里發）使吉达成為伊斯蘭教徒往麦加朝觐的進口港，令吉达更重要和突出。

## 旅游

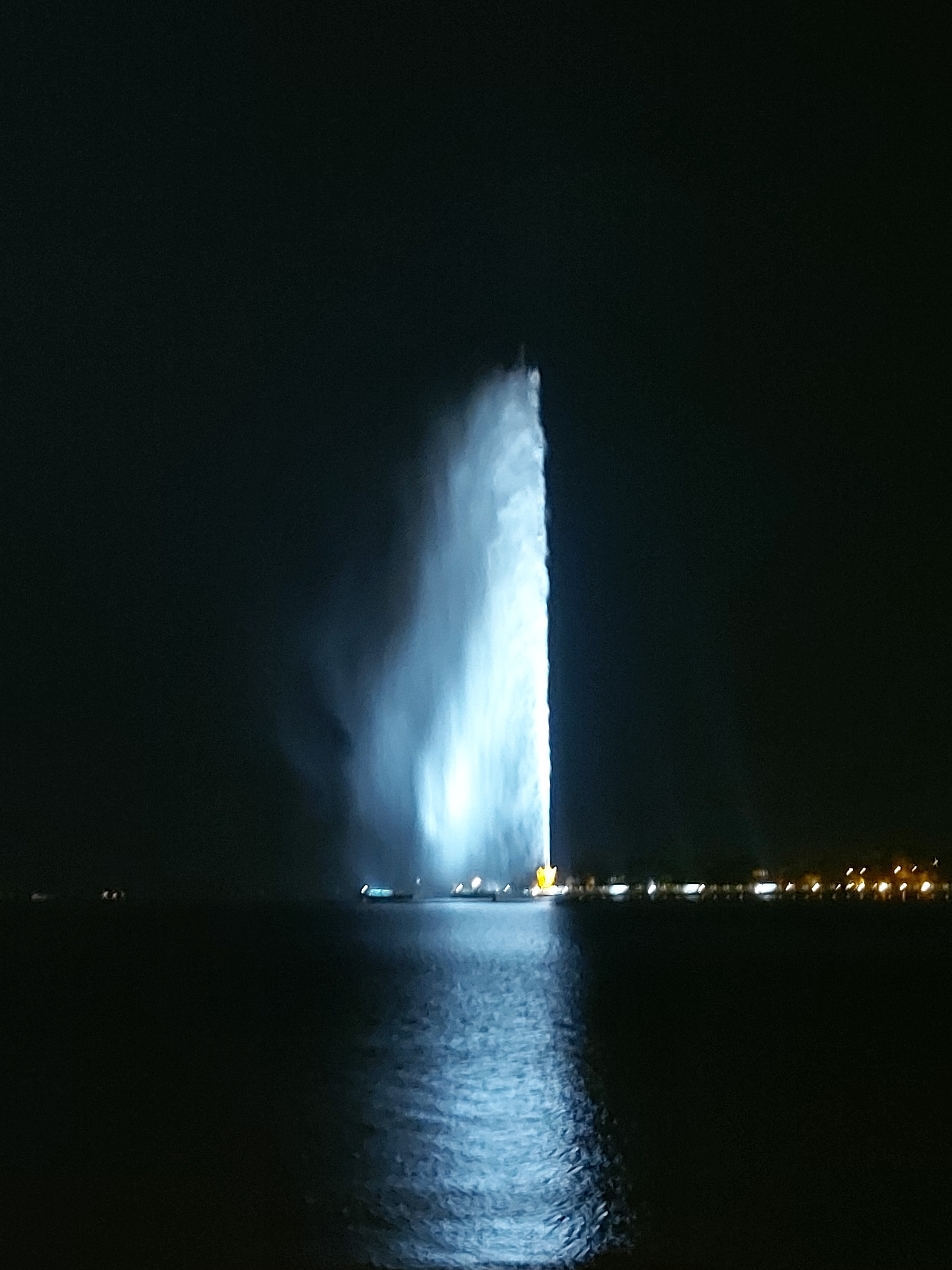
法赫德国王喷泉

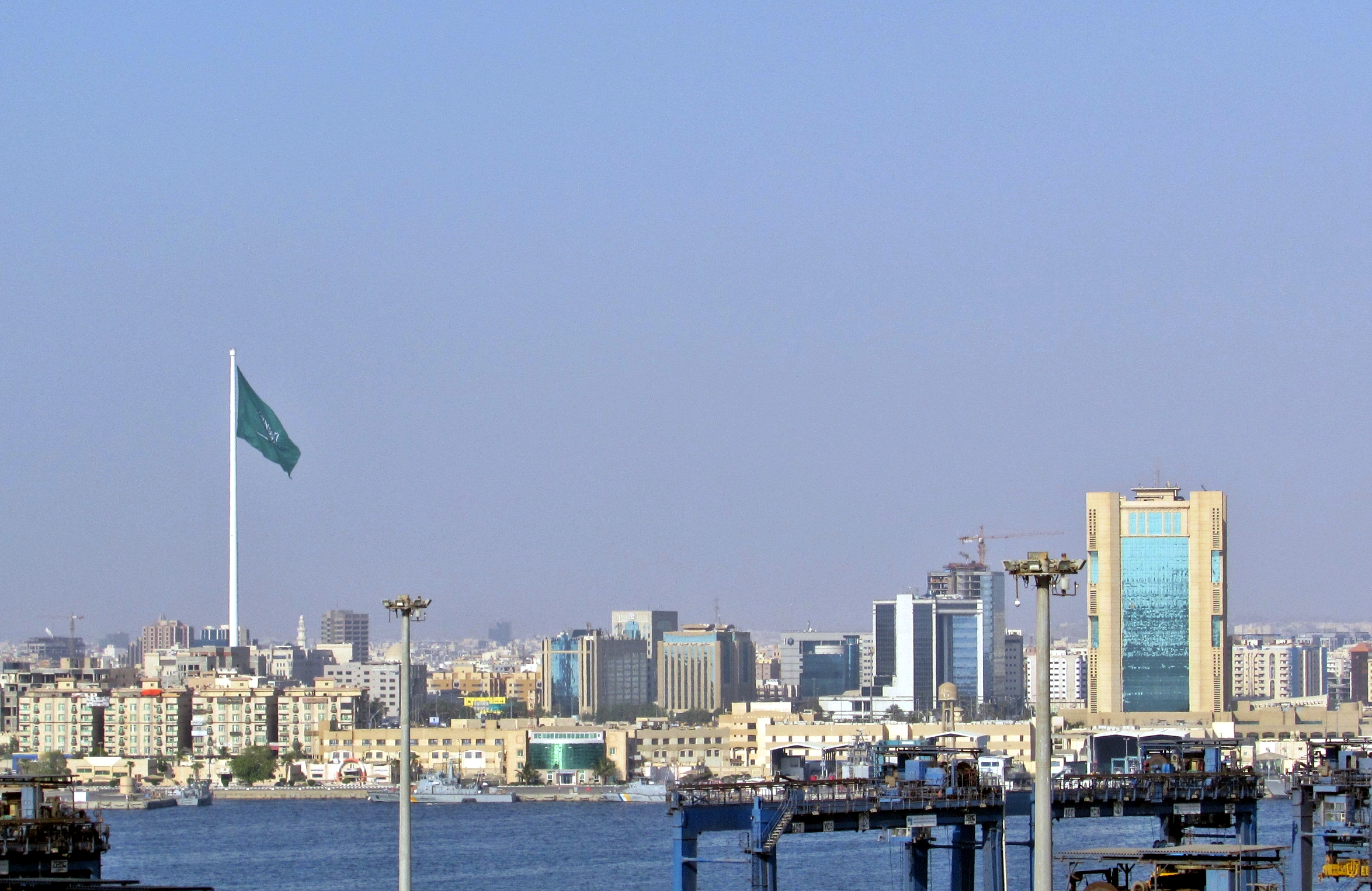
吉達旗桿

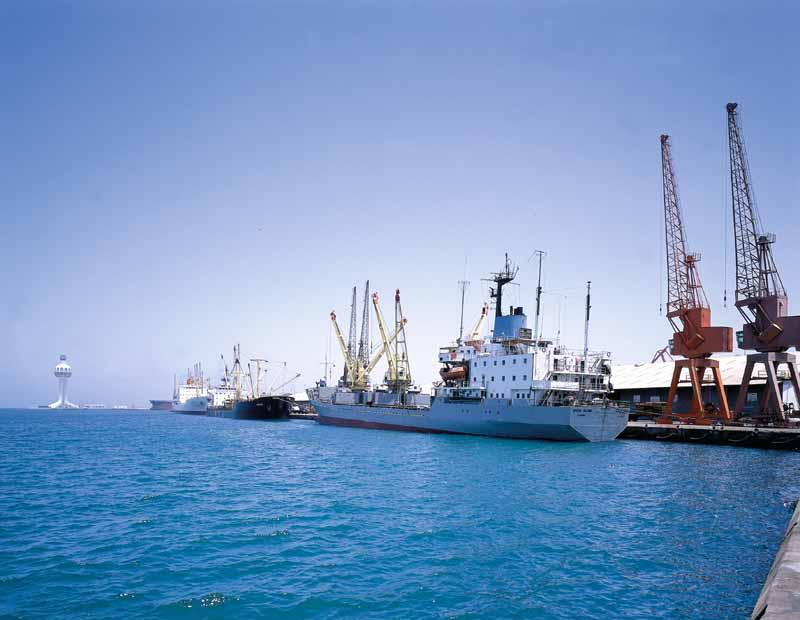
吉达港

### 法赫德国王喷泉
法赫德国王喷泉建于1980年代。根据吉尼斯世界记录，它高312米，是世界最高的喷泉。该喷泉由国王法赫德·本·阿卜杜勒-阿齐兹捐赠给吉达市，并以其命名。

### 吉达旗杆
安达卢斯路与阿卜杜拉国王路交汇处的阿卜杜拉国王广场拥有世界最高的旗杆。它高171米（561英尺），上面的沙特国旗重570千克（1,260磅）。2014年9月23日，沙特阿拉伯国庆日，旗杆在人群面前悬挂了一面巨大的国旗。该旗杆取代了杜尚别旗杆成为世界最高的旗杆。

## 教育
吉达的教育设施十分完备，截至2005年，吉达共有供男生就读的公共和私人学校849所，供女生就读的公共和私人学校1179所。其中大部分学校都以阿拉伯语教学並以英语为第二语言，少数国际学校直接以英语教学。

## 交通

### 航空
吉达阿卜杜勒·阿齐兹国王国际机场（King Abdulaziz International Airport）是世界上最为繁忙的机场之一，该机场共有四个航站楼，朝觐航站楼（Hajj Terminal），是一个用帐篷搭建的室外航站楼，主要用于接待麦加朝觐期间，通过该机场进入麦加的超过两百万朝圣者；南航站楼，服务于沙特阿拉伯航空的航班；北航站楼，服务于其他航空公司的航班；王室航站楼，主要用于接待贵宾乘客，国外元首及沙特王室成员。

### 海港
吉達港是世界第40位最繁忙港口（2018年），它承擔了沙烏地絕大部分的海運工作，是沙特最大的港口。

### 陆路交通
全長450公里，途徑吉達并連接兩個伊斯蘭聖城麥加和麥地那的哈拉曼高速鐵路於2018年10月11日通車。该鐵路在吉達市内以及阿卜杜勒·阿齐兹国王国际机场均设有车站。

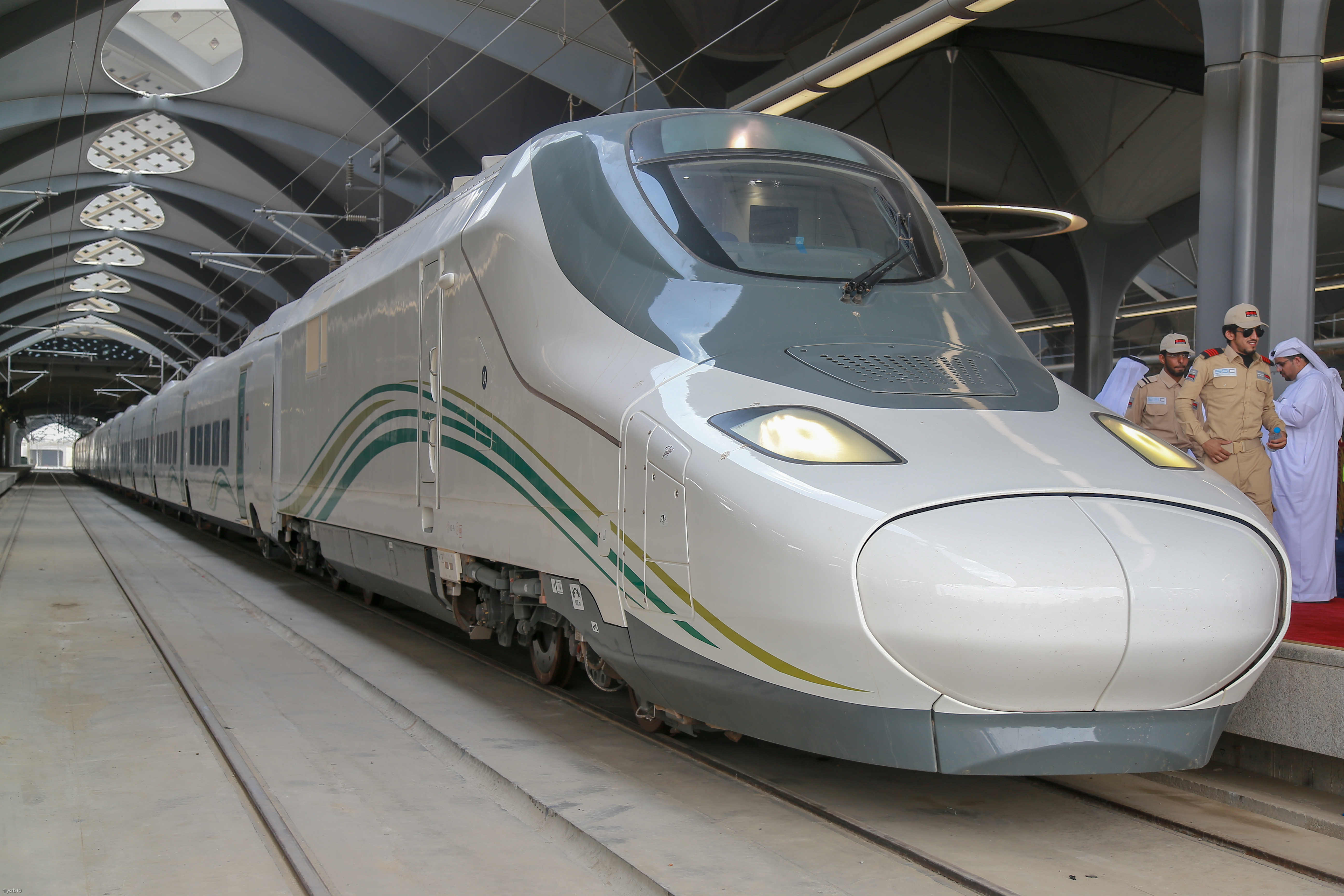
哈拉曼高速鐵路的高鐵列车

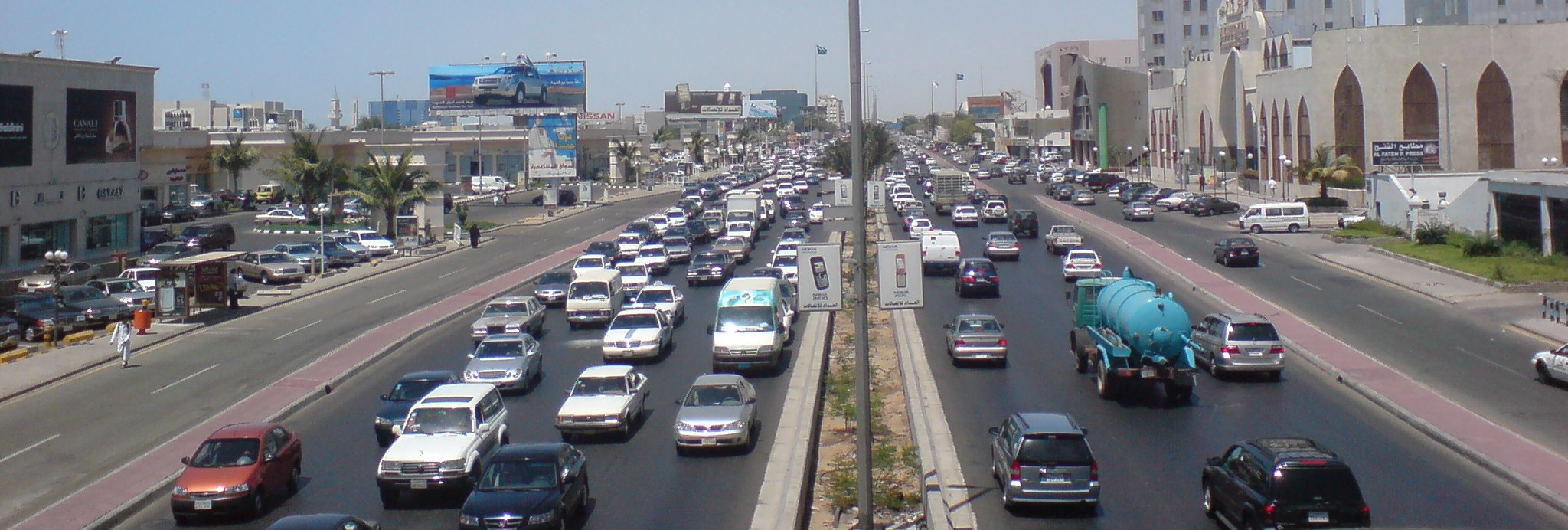
麥地那路擁擠的交通

## 友好城市
| - 哈萨克斯坦阿拉木圖 - 约旦安曼 - 阿塞拜疆巴库 - 埃及亚历山大港 - 埃及开罗 - 德国斯图加特 - 阿拉伯联合酋长国迪拜 - 印度尼西亚雅加达 - 土耳其伊斯坦堡 - 土耳其阿达纳 - 马来西亚新山 - 俄罗斯喀山 | - 巴基斯坦卡拉奇 - 土库曼斯坦马雷 - 乌克兰敖德薩 - 吉尔吉斯斯坦奧什 - 保加利亚普罗夫迪夫 - 摩洛哥达尔贝达 - 巴西里約熱內盧 - 日本下关市 - 俄罗斯圣彼得堡 - 法国斯特拉斯堡 - 中华人民共和国西安市 - 中华民国台北市 |

## 圖集

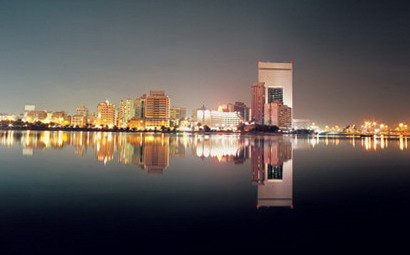
吉达天际线
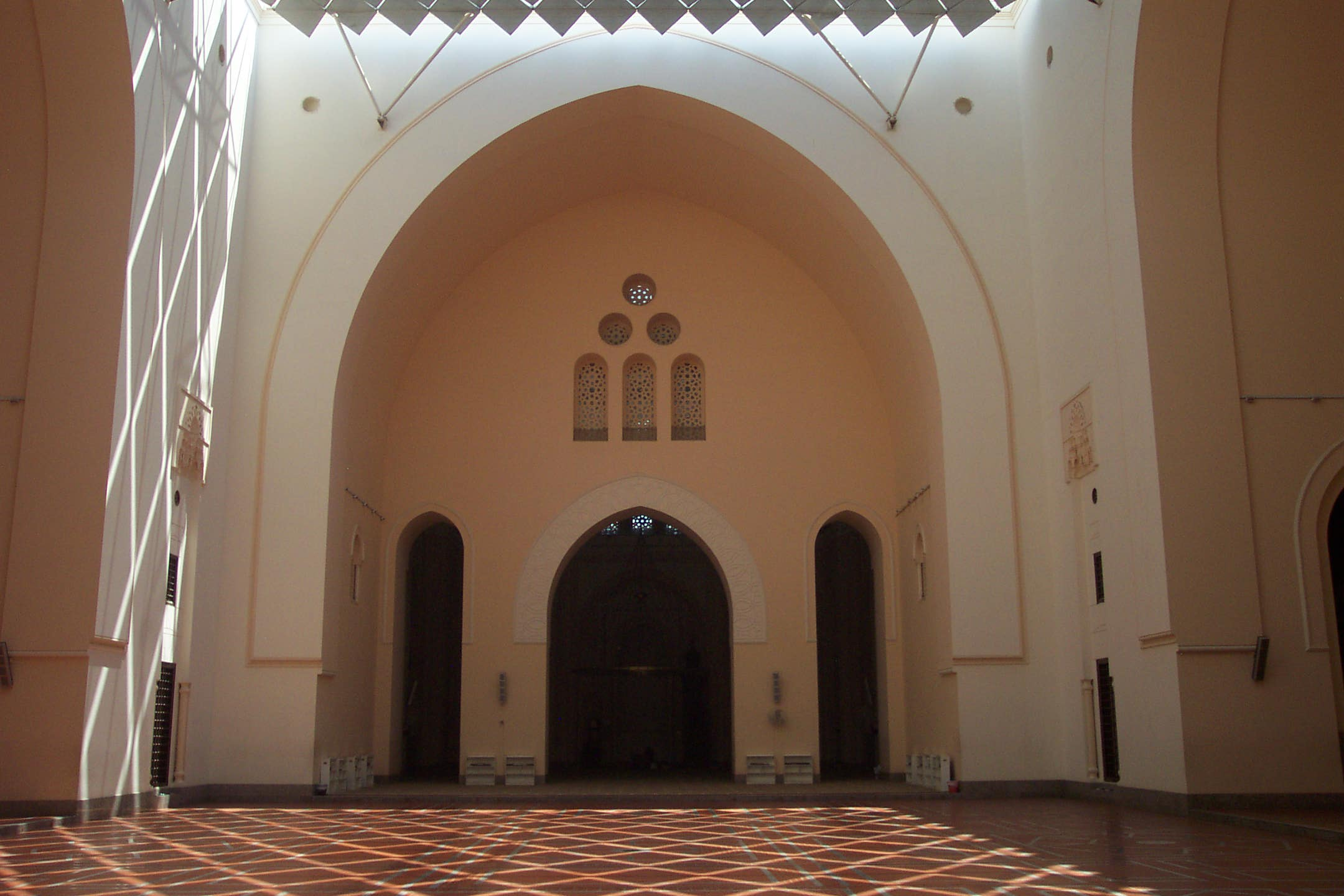
沙特国王清真寺
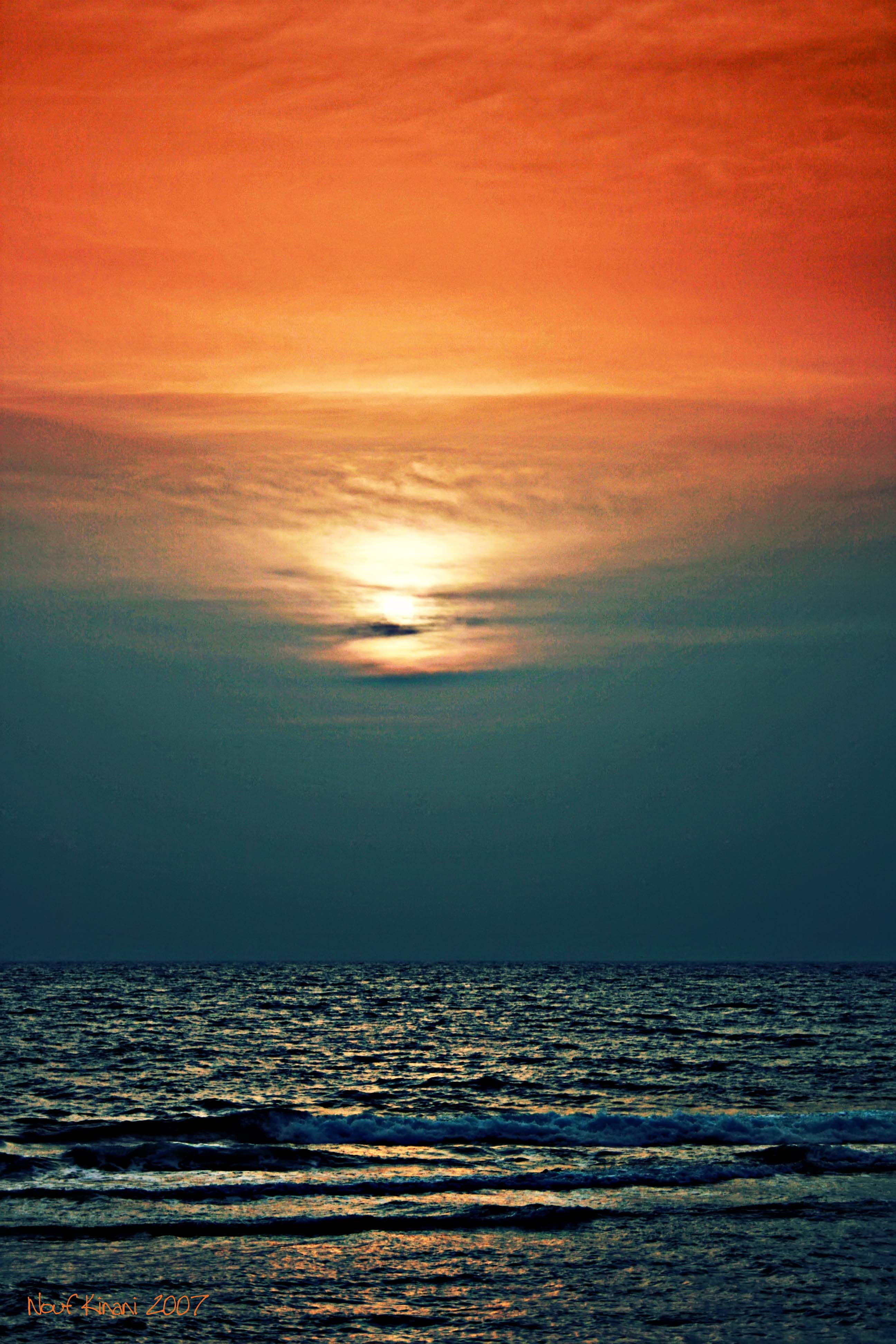
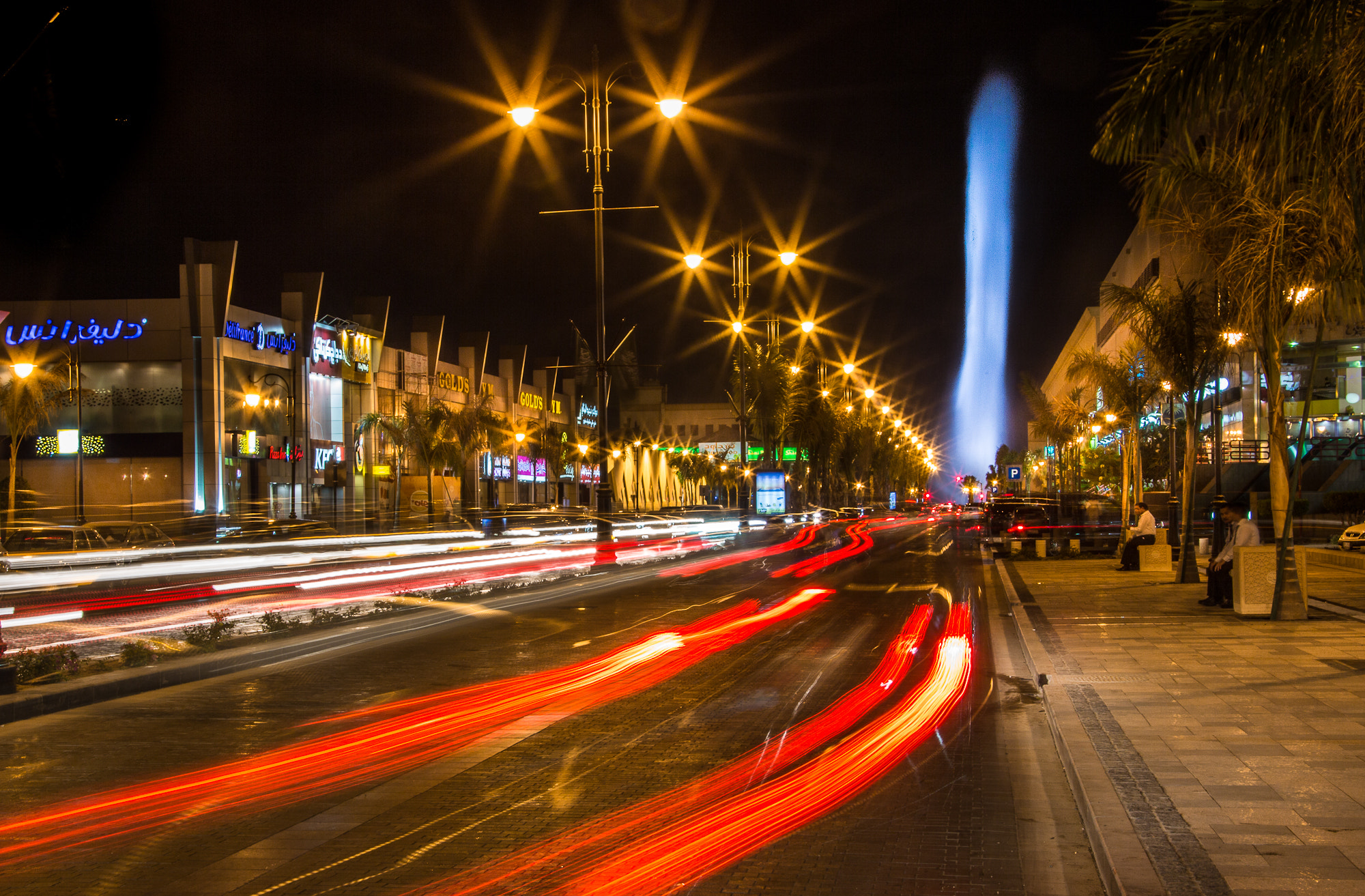
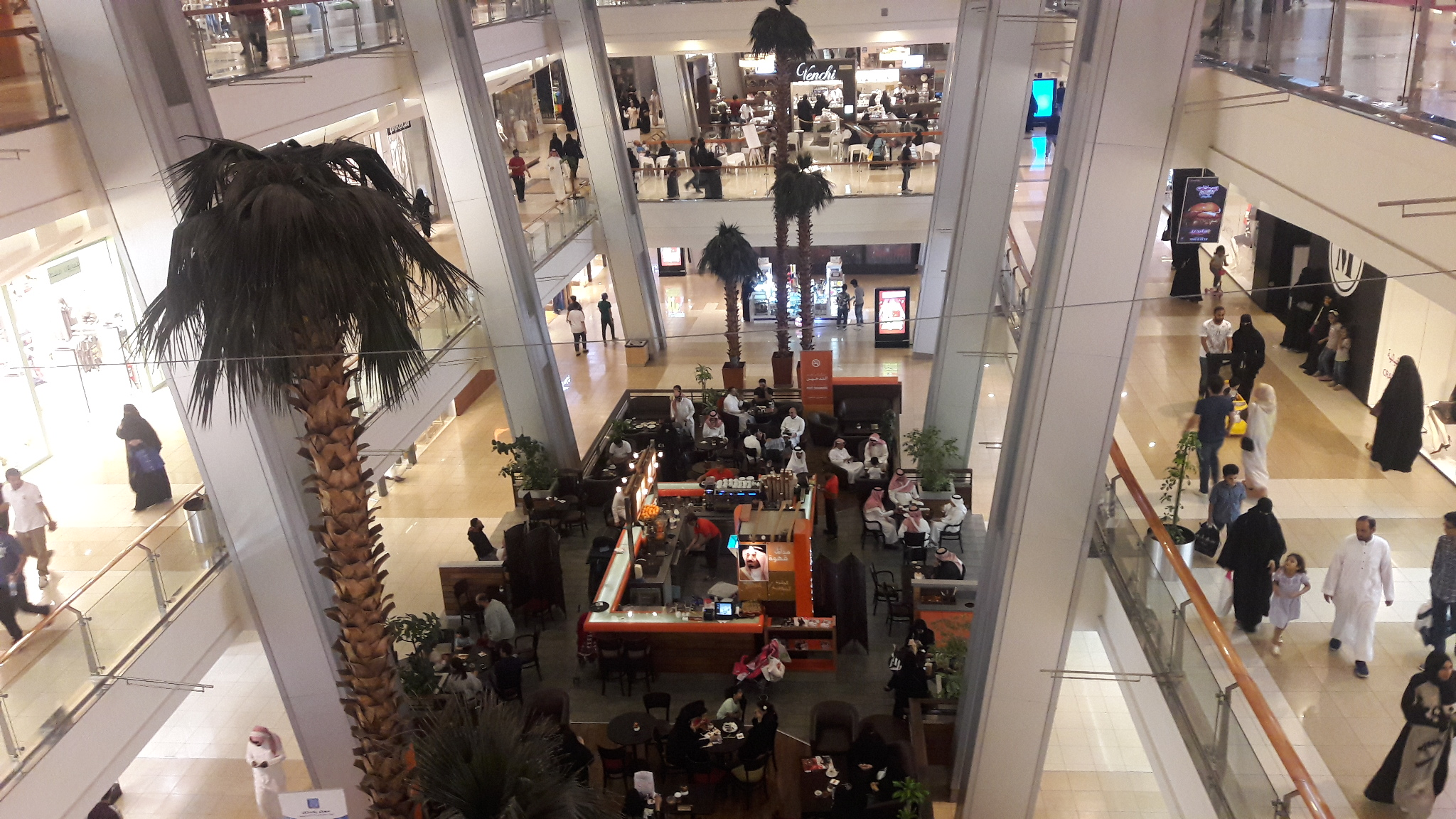
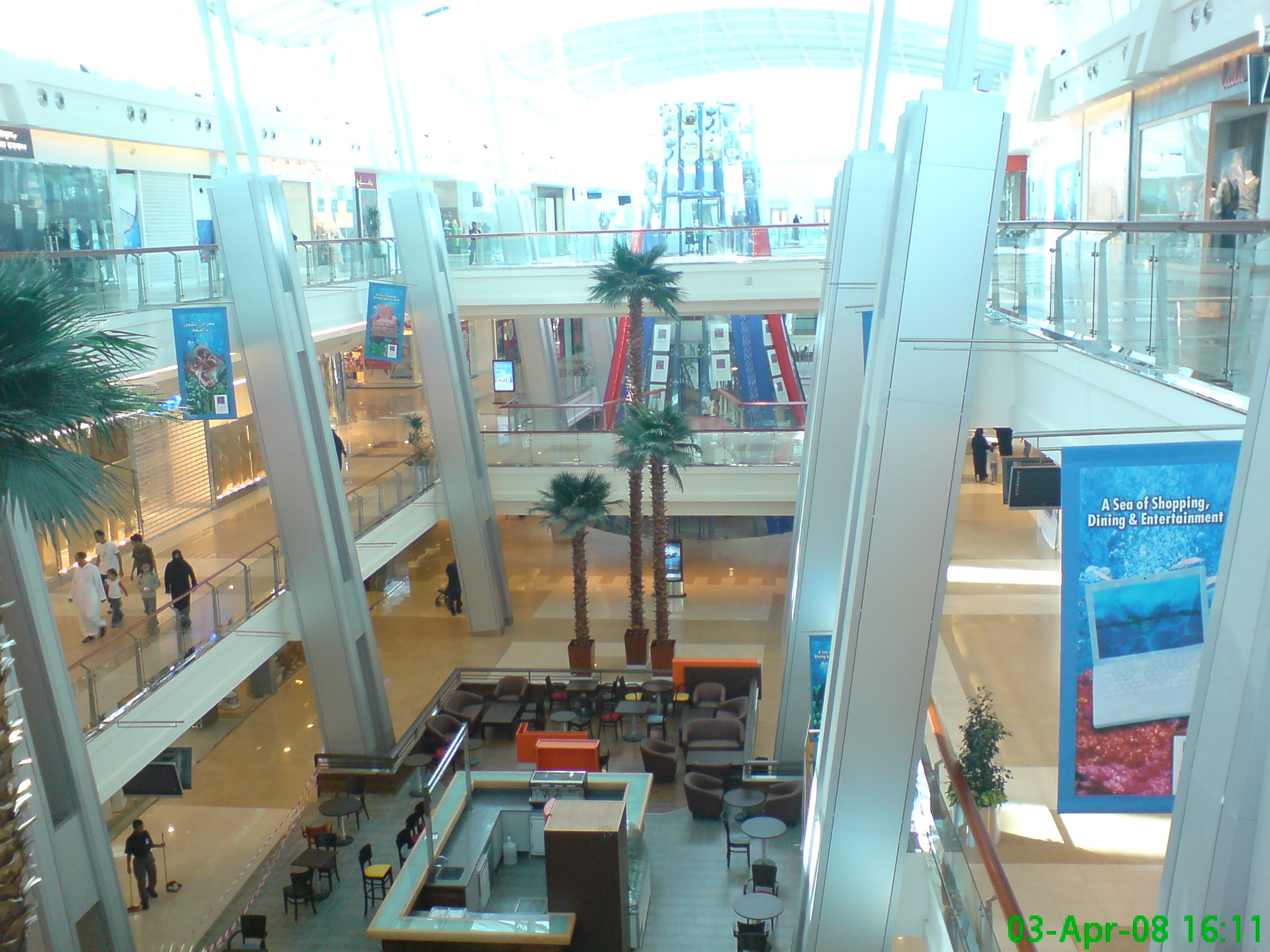
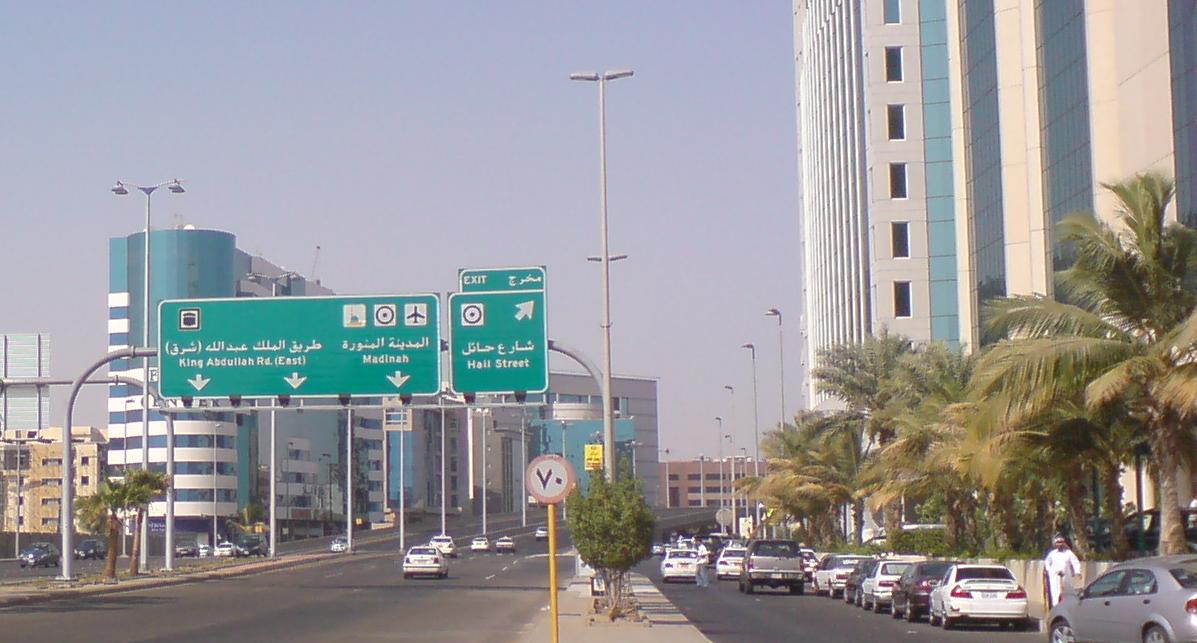
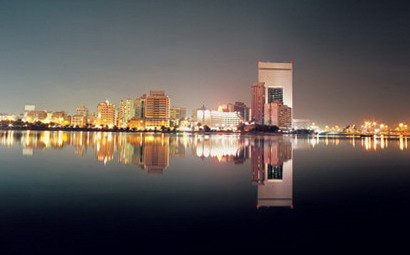
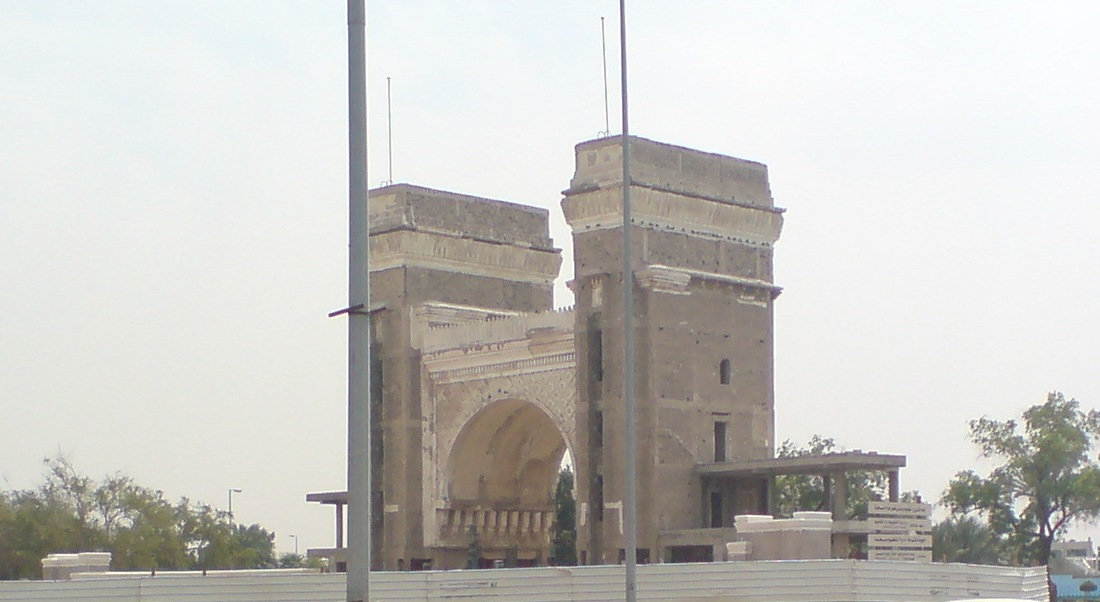
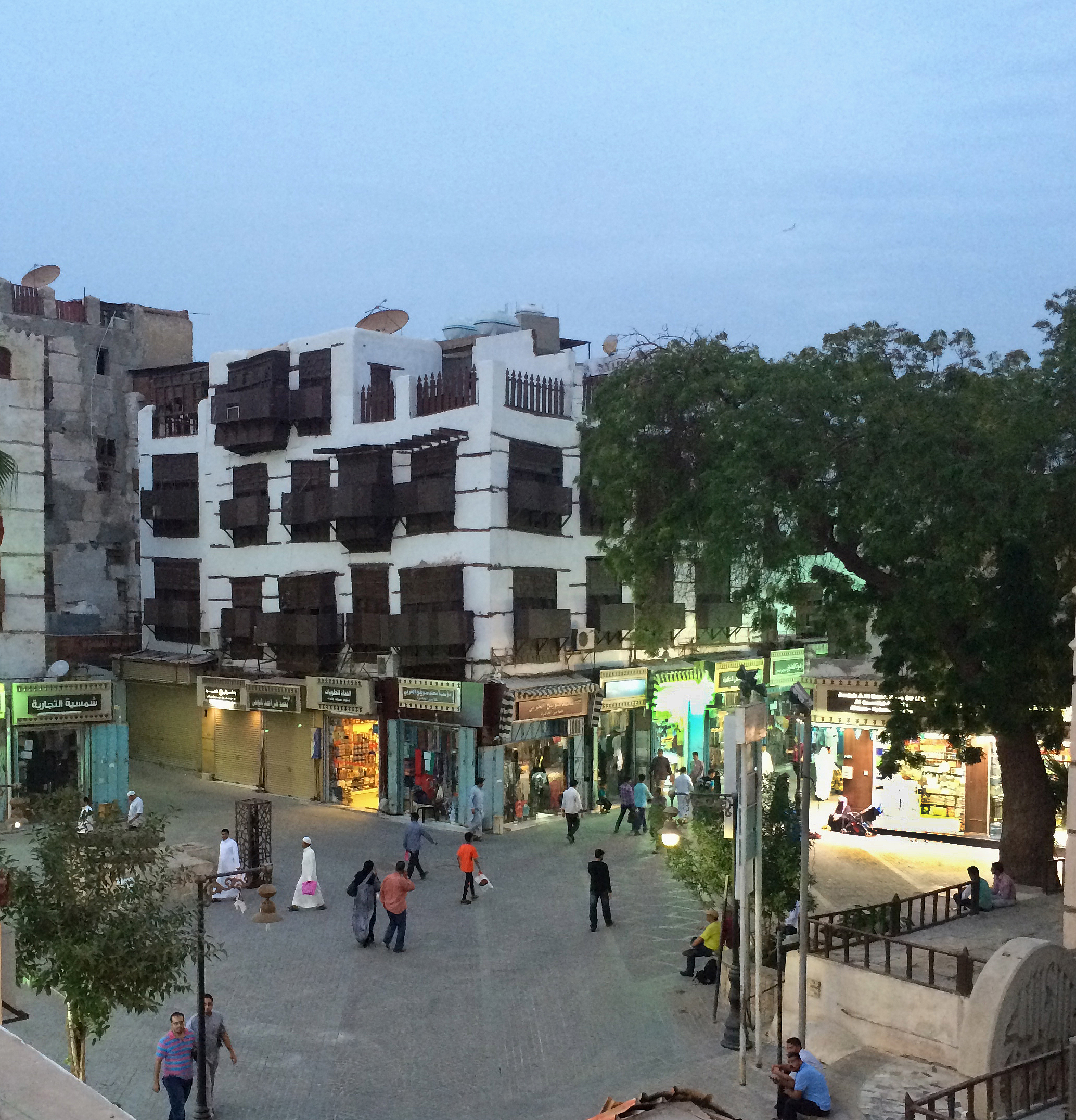
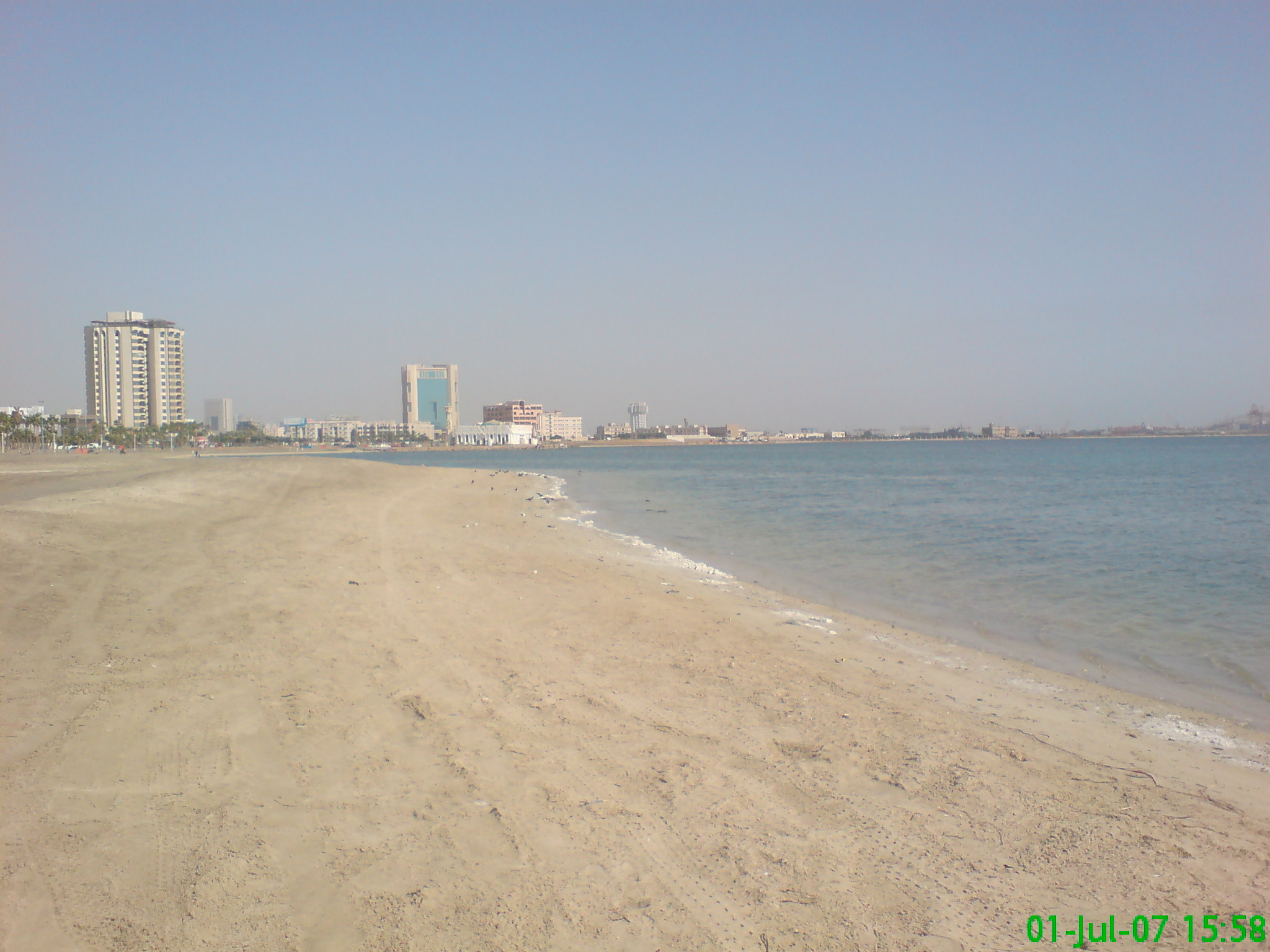
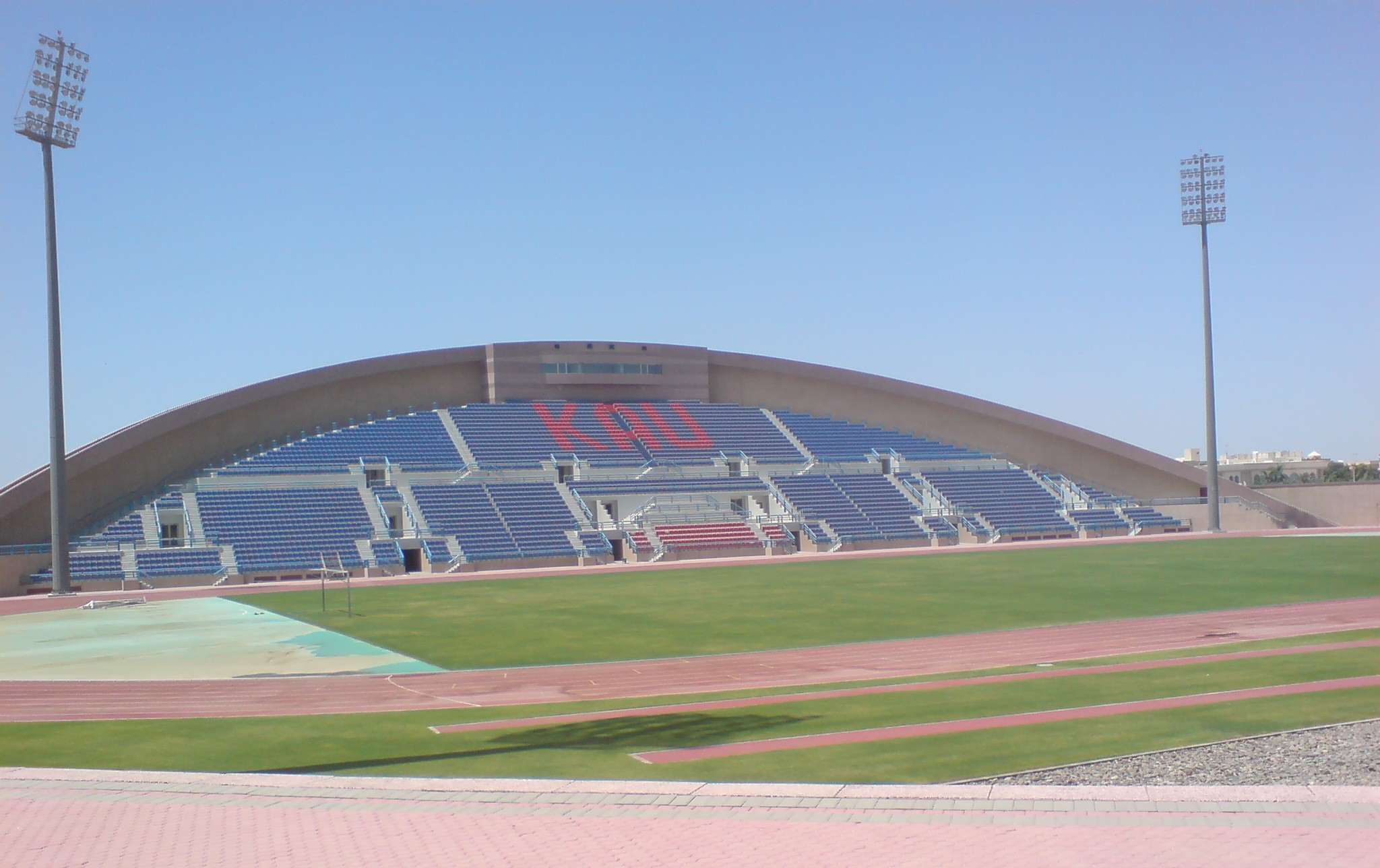
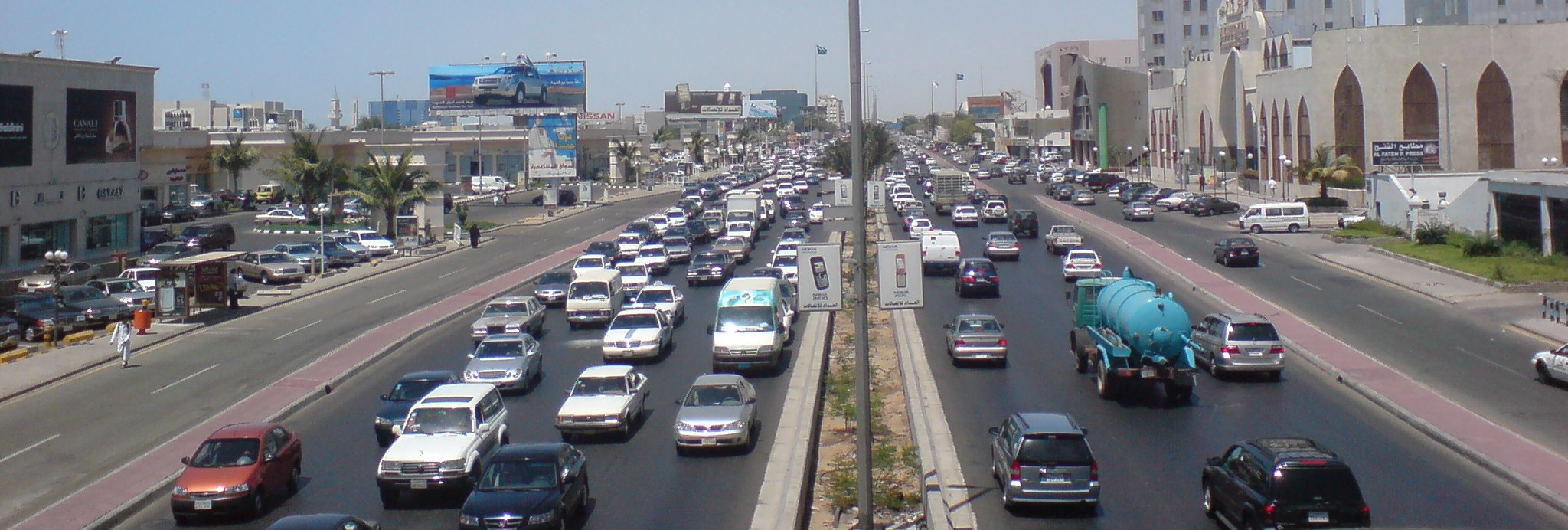
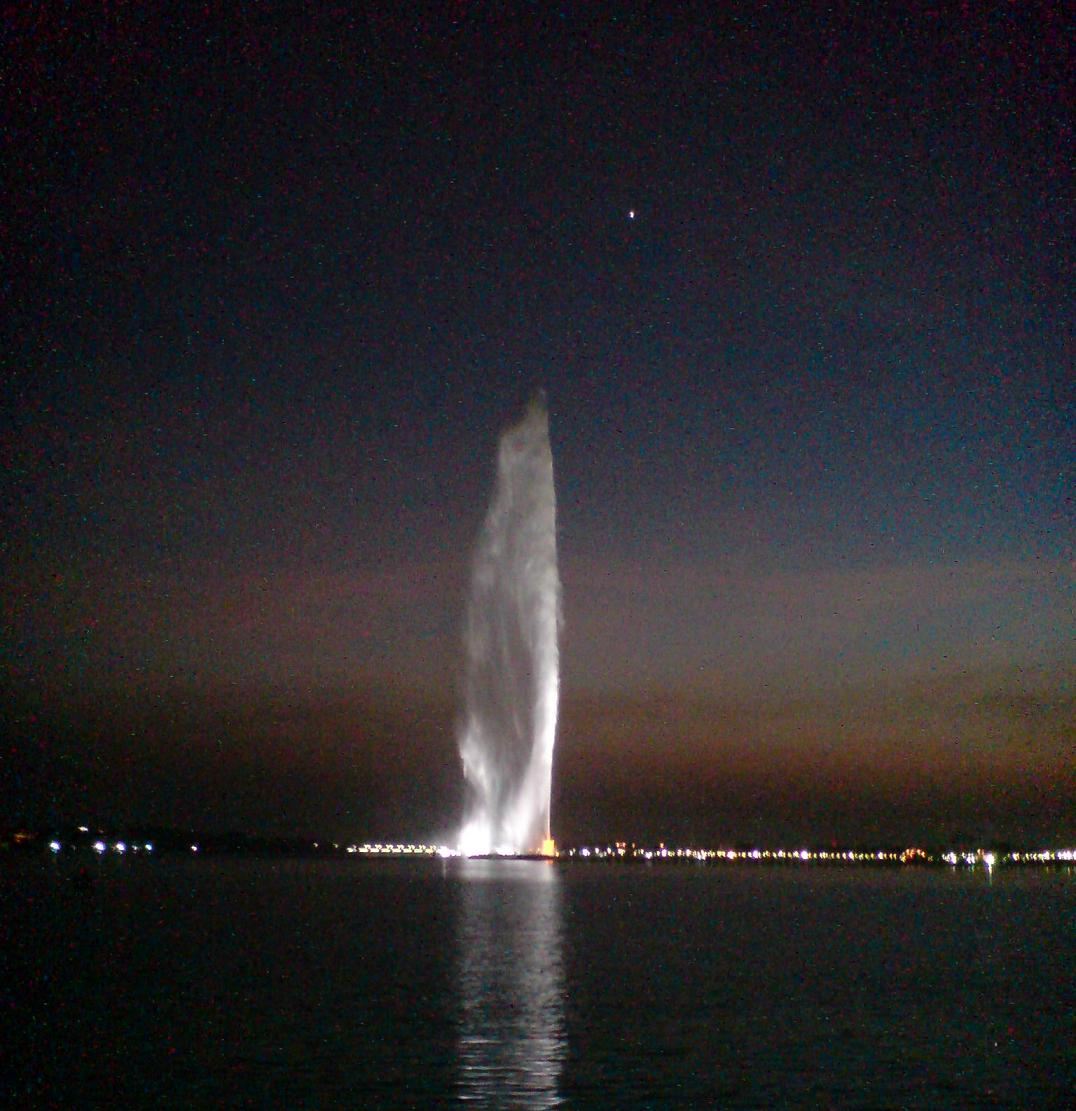
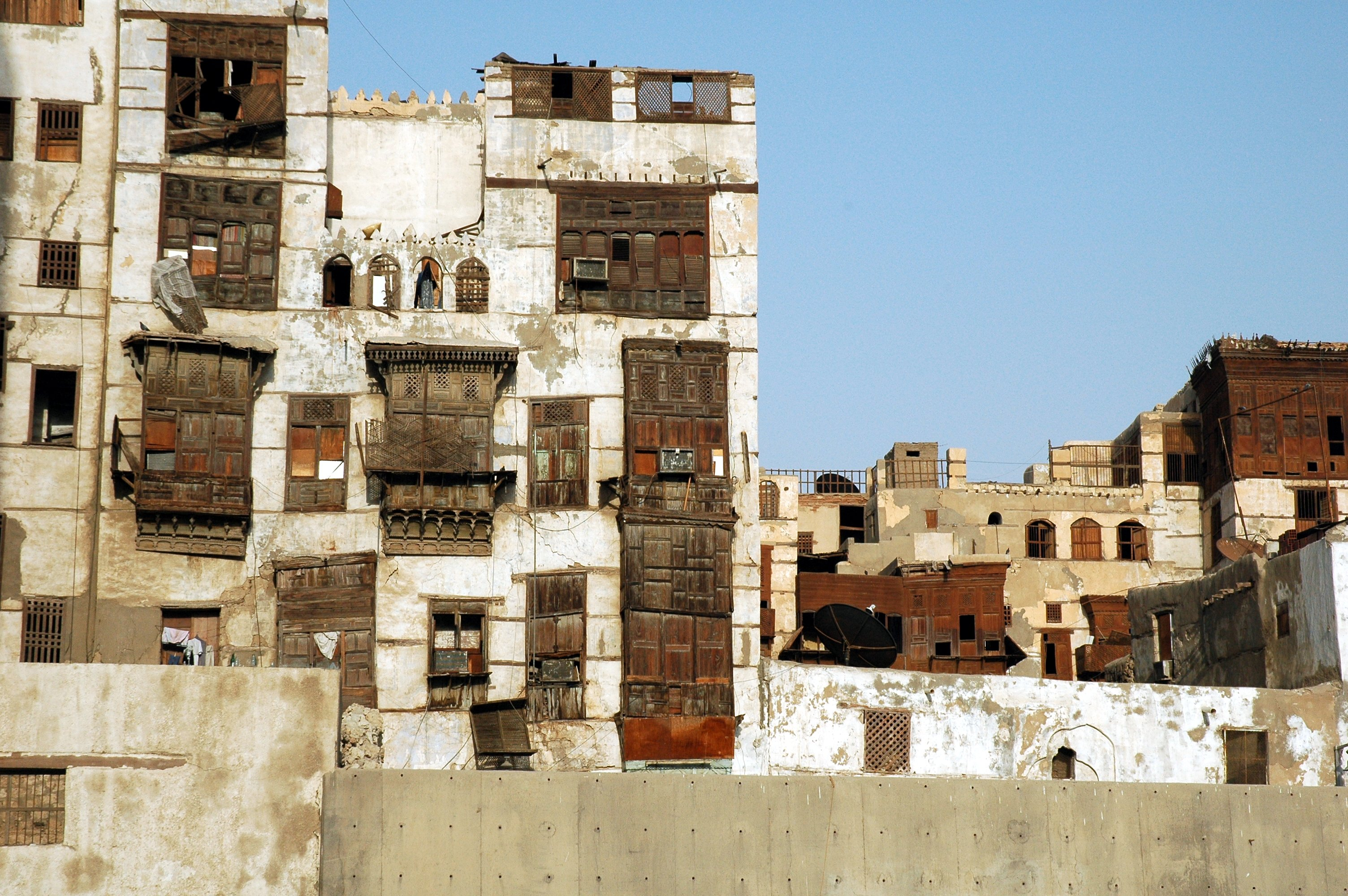
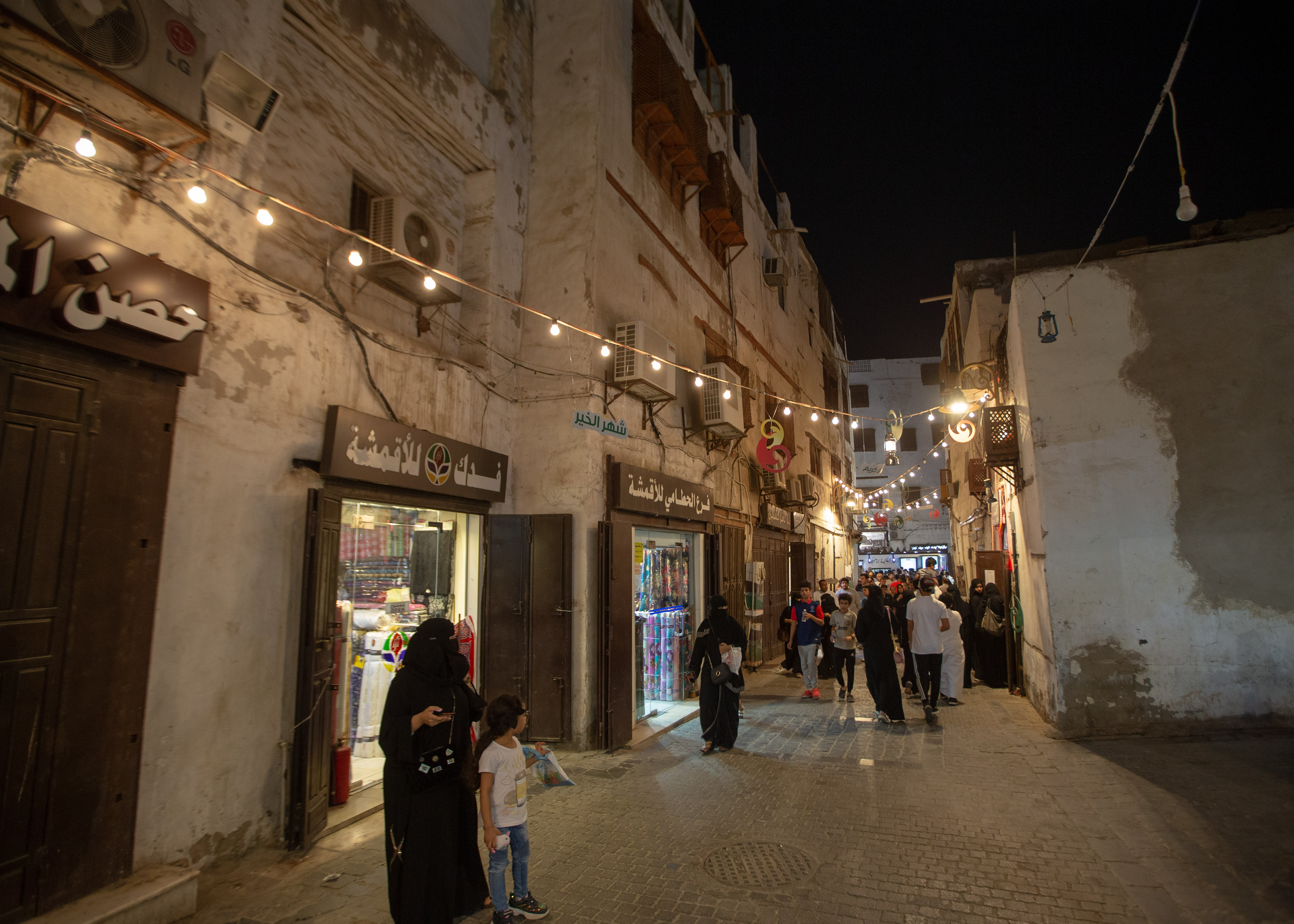
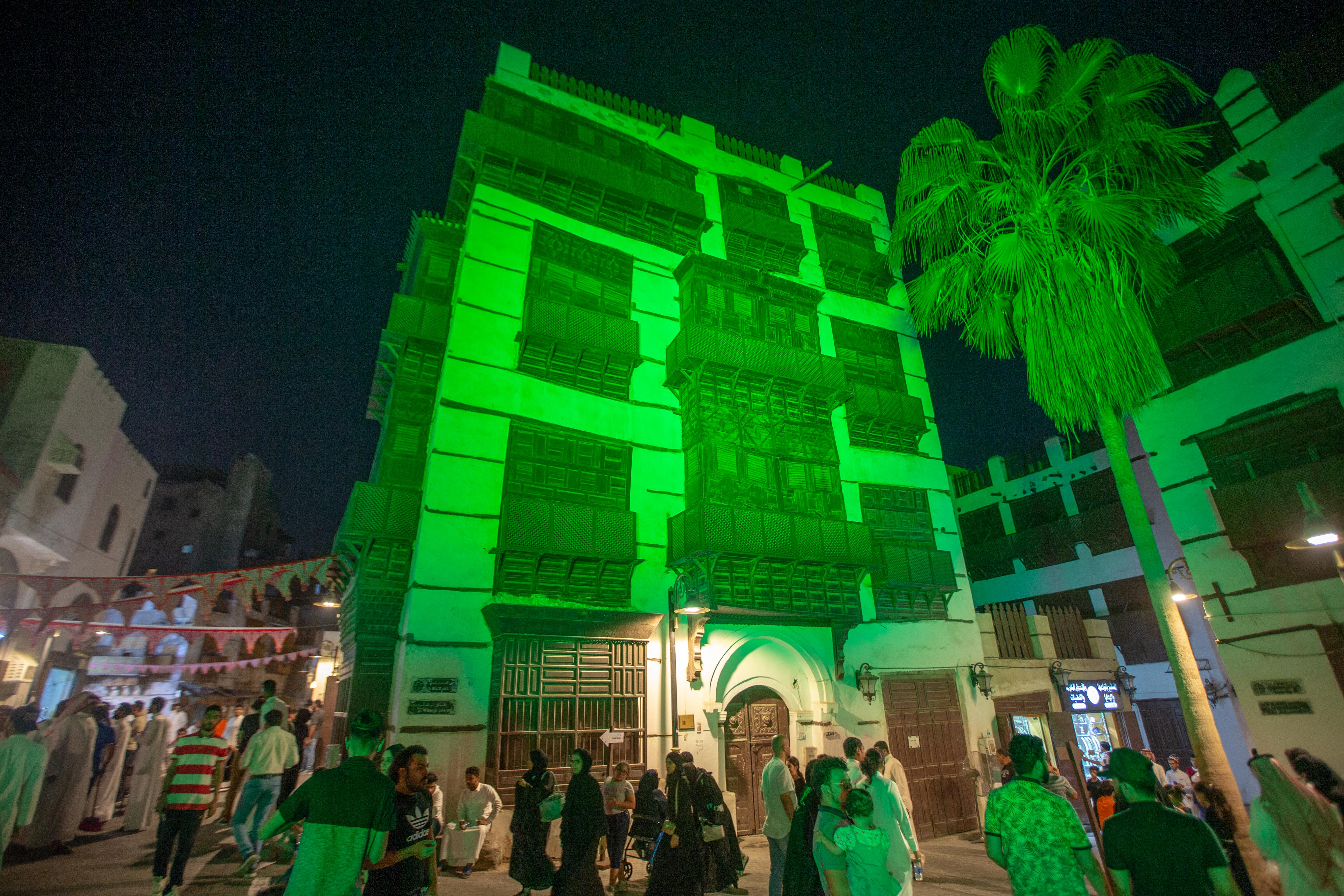
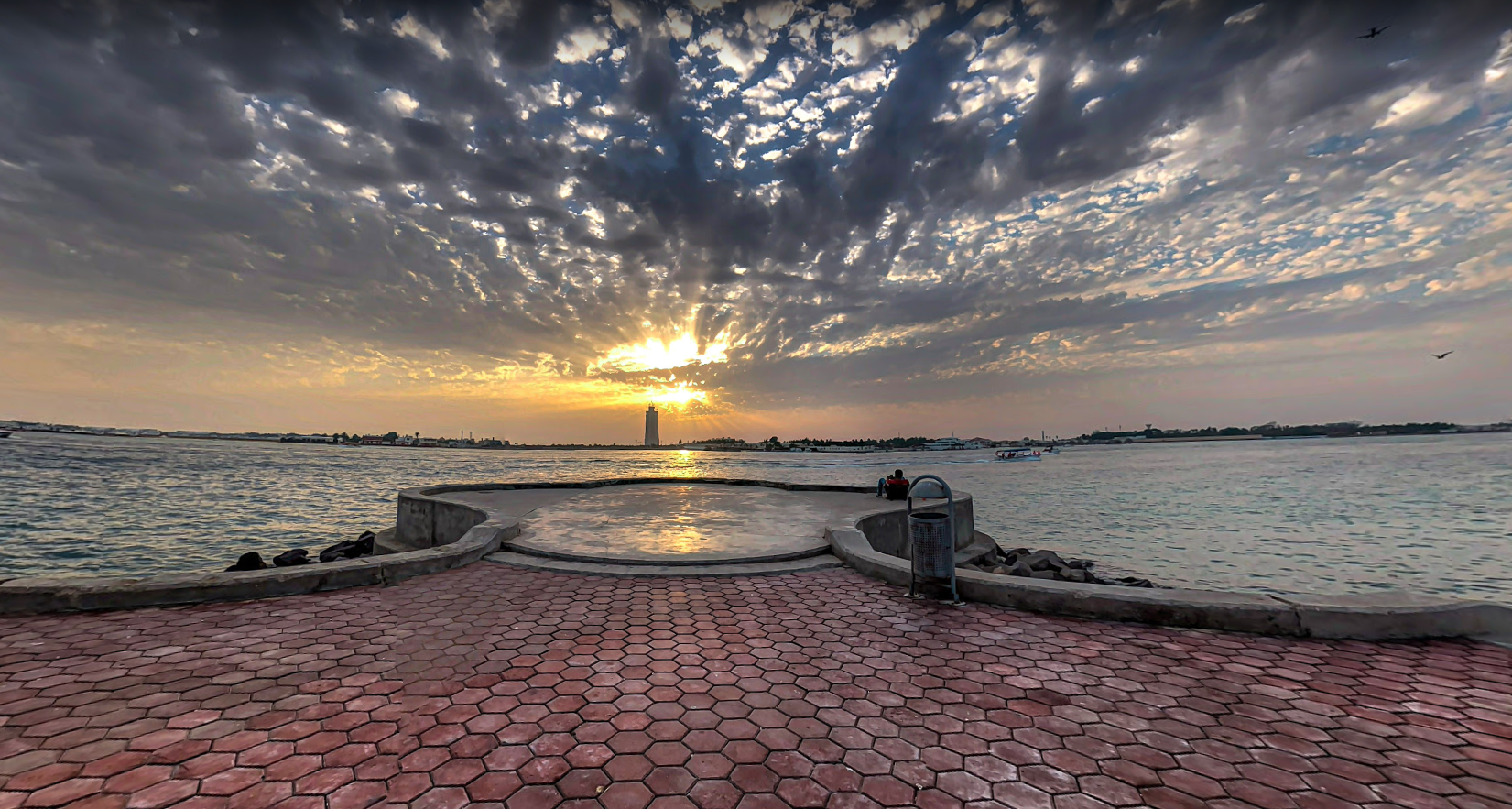
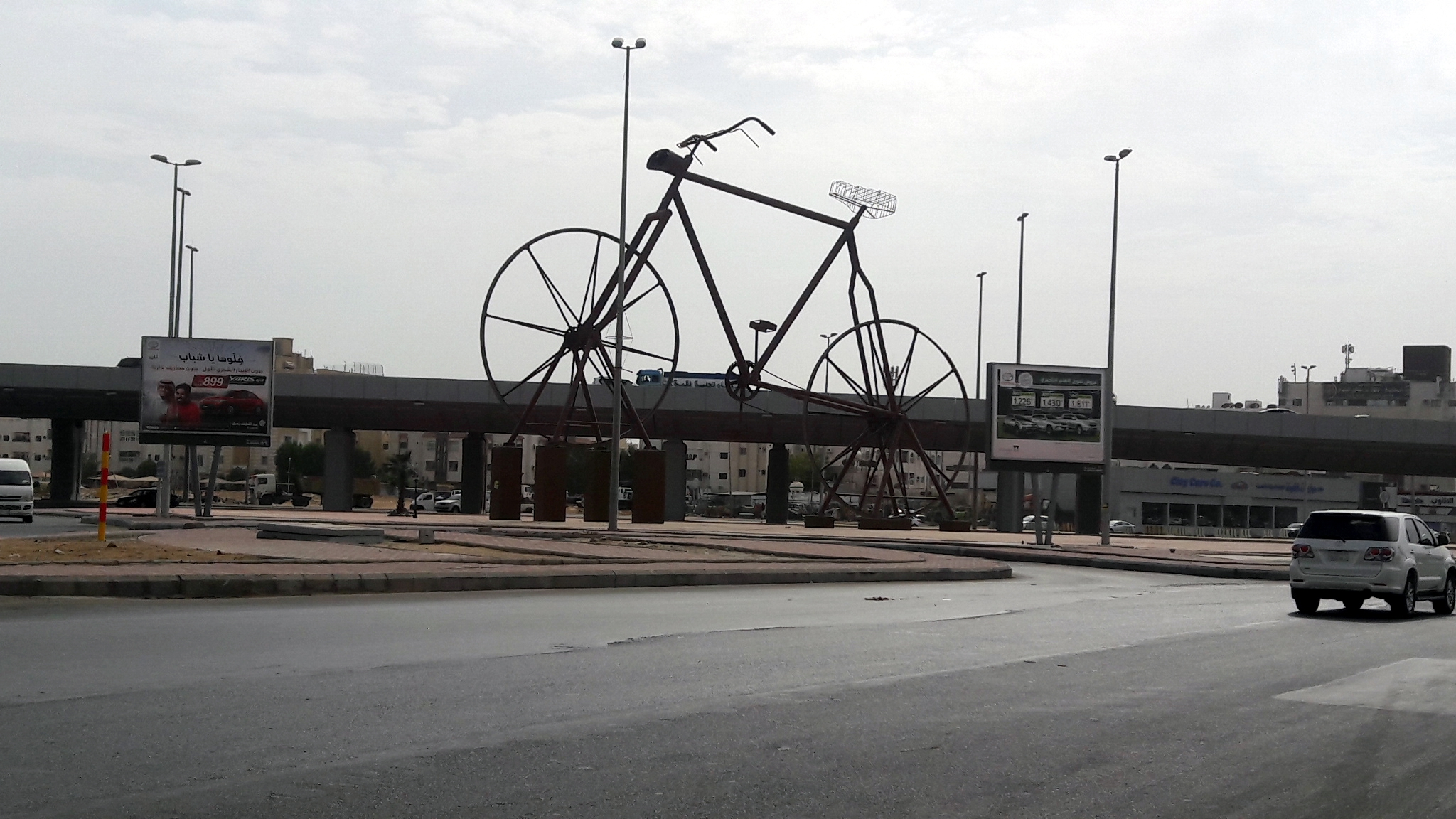
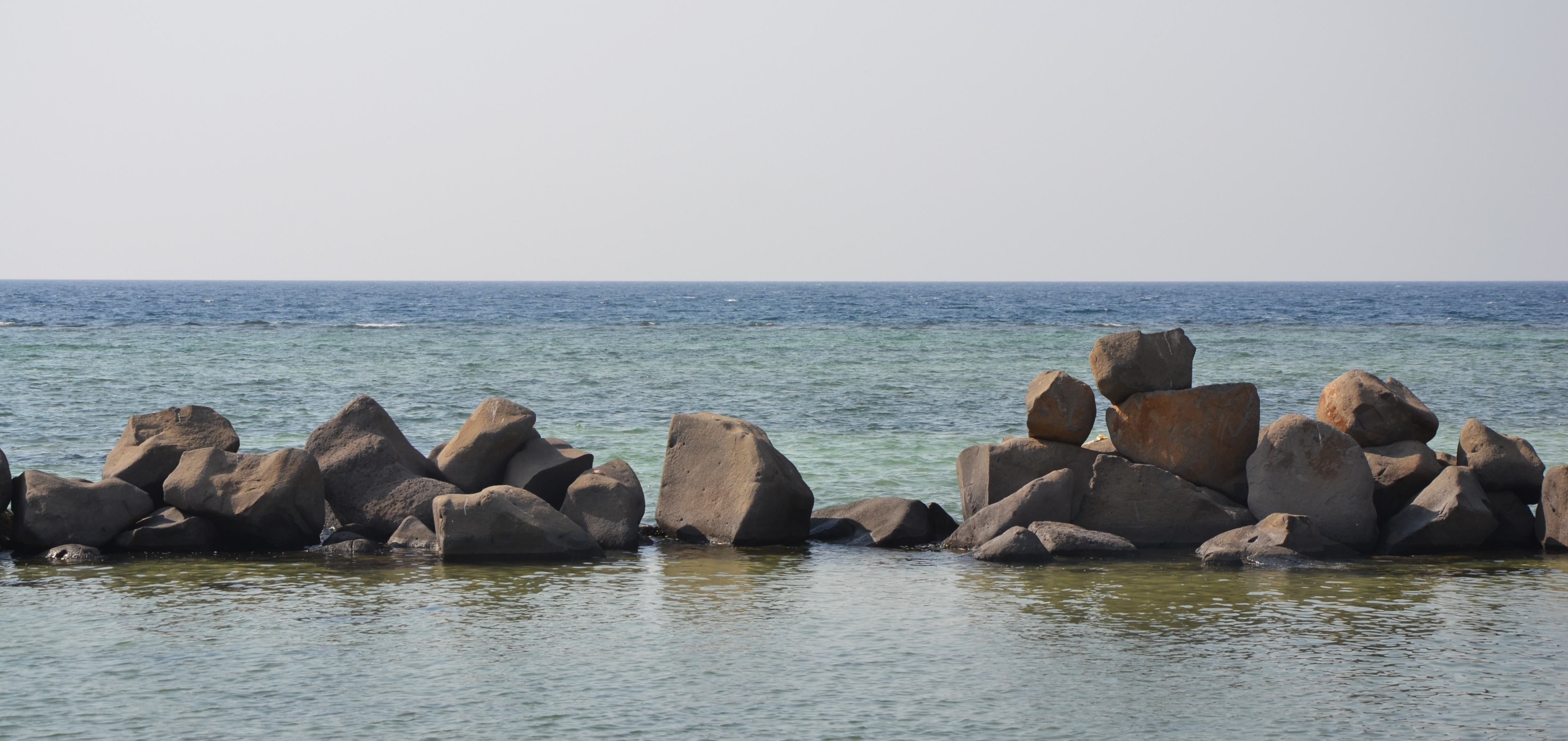
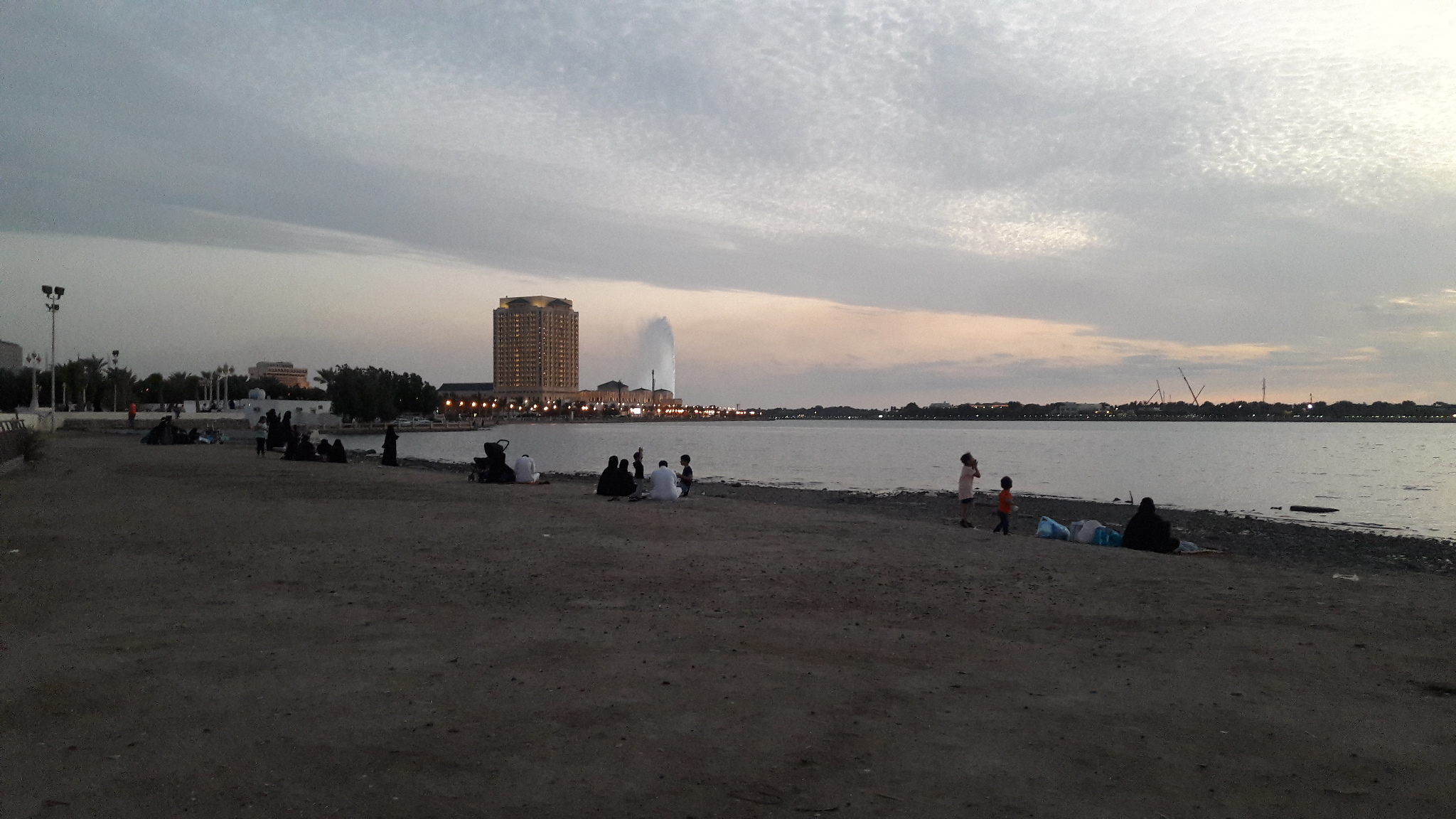
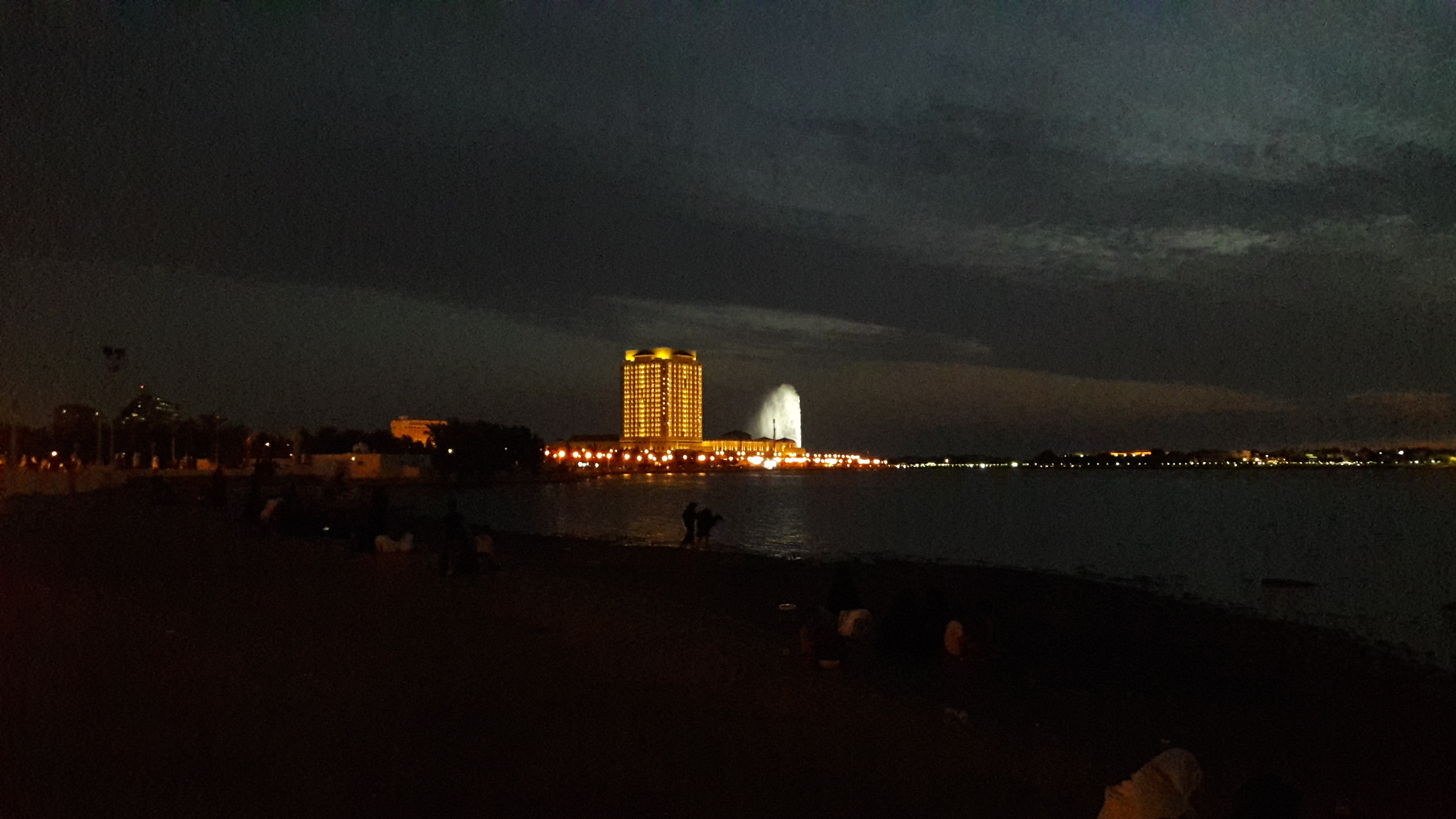